# Gamma-Butyrolactone
Pour les articles homonymes, voir GBL.

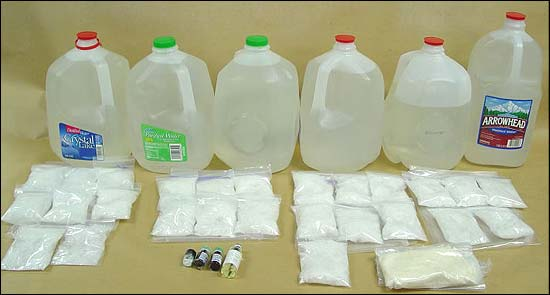

La γ-butyrolactone (GBL) est un solvant industriel précurseur de l'acide γ-hydroxybutyrique (GHB). Elle est utilisée dans l'industrie comme solvant de peinture, époxyde ou vernis à ongles où ses caractéristiques de solvant dissout le plastique et les vernis.
Cette lactone possède une faible odeur caractéristique de beurre rance (l'acide butyrique tirant son nom du beurre, les lactones faisant primordialement référence aux compositions et décompositions acides-alcools du lait où elles ont été découvertes par distillation). Son odeur est encore décrite comme celle d'une eau vaseuse ou de plastique brûlé. On la retrouve à l'état naturel à la concentration de 3 à 10 et même 20 μg/mL (0,02 mL/L) dans différents vins, plus particulièrement rouges. C'est du point de vue chimique la plus simple des lactones.
Elle est souvent improprement employée au masculin pour évoquer le psychotrope en confusion avec le genre masculin du GHB.

## Usages
Elle est très utilisée industriellement pour diluer les peintures ou encore pour effacer les tags et s'utilise pour lessiver les métaux exposés à de fortes pollutions comme les jantes chromées de voiture, ou a même pu s'utiliser pour lustrer les boules et pistes de bowling à un niveau de jeu professionnel. Très corrosive pour les peintures et les plastiques, il est important de tester les produits sur une surface non visible avant de l'utiliser.
Elle n'est plus disponible à l'état pur (sans dilution avec d'autres produits comme les agents tensioactifs non ioniques ou autres détergents, qui empêchent rigoureusement son ingestion) dans plusieurs pays d'Europe, notamment en France, mais reste permise dans les échanges européens. Elle a en outre été remplacée par d'autres produits dans la plupart des formules accessibles au grand public, comme les vernis à ongles, qui ne contiennent plus de GBL.

## Effet sur l'organisme
Dans le corps humain, la gamma-butyrolactone se transforme en gamma-hydroxybutyrate (GHB) ; c'est pour cela qu'elle produit les mêmes effets que le GHB : euphorie, production d'hormone de croissance, relaxation, augmentation de la libido ; coma potentiellement mortel en cas d'overdose.
Ce solvant peut être détourné en drogue. Ses dosages sont très faibles, entre 0,25 et 2,0 ml le plus souvent et strictement selon la sensibilité individuelle (dose très inférieure à celle de l'alcool pur, de vingt à quarante fois plus fortes plus les doses de GBL sont élevées). Au-delà, une sédation lourde amenant à un profond sommeil et une incapacité à rester éveillé peut se faire ressentir, et ce typiquement entre 1,2 et 2,5 ml maximum. La prise à jeun augmente la vitesse d'absorption et donc les effets, qui se font ressentir en moins de 20 min au lieu de 45 à 60 min. Les effets durent d'une à quelques heures (quatre à cinq) et sont soumis à une accoutumance qui a été mesurée en laboratoire chez les rats après des prises répétées et quotidiennes. Au bout de la 5e heure, la totalité du produit à l'exception de traces, est métabolisée en eau et dioxyde de carbone.
Comme pour le GHB, les faibles doses peuvent produire une euphorie, une sensation vertigineuse et une exacerbation de la sensibilité (libido, érotisme tactile…) de type alcool, sans pour autant perturber la vigilance ni distordre les perceptions au degré de ce dernier. Une envie de dormir succombante peut se faire ressentir et peut s'avérer très dangereuse selon les circonstances. Des doses plus fortes bloquent l'effet euphorique et tout le système de récompense (même des opiacés), notamment dopaminergique, et provoquent un puissant effet hypnotique. Le dosage est ainsi délicat et peut s'avérer problématique ou traitre en cas de prise répétée ou rapprochées ; l'accumulation peut amener à une concentration provoquant ce pressant sommeil. L'espace entre les doses induisant une pseudo-ébriété et celles hypnotiques est faible. Chaque utilisateur utilise une dose ou un rang de dosage qui lui est propre et pratique des « réajustements » (prise d'une fraction précise de dose à des moments donnés pour prolonger les effets ou les rehausser).
Son caractère hautement acide, tout autant que sa saveur écœurante, impose une haute dilution préalable à toute consommation et c'est pourquoi le GHB (également appelé drogue du violeur) lui est préféré car il est nettement moins dangereux. Le GBL est aussi beaucoup moins stable quand il est dilué (il se dégrade vite en milieu aqueux et au contact d'acides ou de bases). Ses pics plasmatiques se montrent plus aigus (plus concentrés et provoquant plus de somnolence), imprévisibles (absorption aléatoire) et nauséeux. Pour ces raisons, le GBL n'est pas souvent recherché comme psychotrope, il n'est considéré que comme un succédané parfois redouté et mal perçu du GHB.

## Relation chimique entre GBL et GHB
L'ouverture du cycle de la GBL s'effectue généralement en milieu basique par exemple en présence de soude caustique.
Une réaction de saponification se produit par addition nucléophile de l'ion hydroxyde (HO−) sur le carbone portant la fonction ester interne (lactone), celui-ci étant déficitaire en électrons par l'effet inductif attracteur de l'oxygène. Le cycle s'ouvre (lactonolyse) par retour d'un doublet d'électrons sur l'oxygène. On obtient ainsi le gamma-hydroxybutyrate de sodium (sel sodique de l'acide gamma-hydroxybutyrique).
À noter : en milieu basique ou fortement anhydre, le GHB peut être reconverti dans sa forme lactone, donc en GBL.

## Cadre légal
En France, le ministère chargé de la Santé a décidé d’interdire par arrêté du 2 septembre 2011 la vente et la cession au public de la GBL et du butane-1,4-diol (1,4-BD), deux produits qui entrent notamment dans la synthèse du GHB.
Le texte concerne la GBL en tant que matière première, ainsi que des produits manufacturés en contenant une concentration supérieure à 10 % et/ou d'un volume de plus de 100 ml.
Les sanctions pénales prévues en cas de vente ou de cession au public de la GBL et du 1,4-BD sont de trois ans d'emprisonnement et de 45 000 euros d'amende.
L’article L 3421-4 du code de la santé publique prévoit d’ailleurs une peine de cinq ans d’emprisonnement et 75 000 euros d’amende pour celui qui inciterait à l’usage de la GBL en la présentant comme ayant des propriétés stupéfiantes.
Enfin, le fait de faire absorber, par violence ou par ruse, de la GBL à quelqu’un est susceptible d’être qualifié pénalement sur la base de l’administration de substance nuisible (article 222-15 du code pénal) et est passible à ce titre de peines pouvant aller jusqu’à quinze ans de réclusion criminelle.